# Jean Ronsmans
Jean Ronsmans (né le 6 août 1947 à Ixelles et mort le 15 avril 2016 à Bruxelles) est un coureur cycliste belge. Il est professionnel de 1969 à 1975. 

## Biographie
Jean Ronsmans réalise les meilleures performances de sa carrière en 1970, lors de son unique participation au Tour d'Espagne. Bon sprinteur, il réalise 13 tops 10, dont 6 podiums, et remporte une victoire d'étape à Lorca. Il termine par ailleurs deuxième du classement par points, à deux points seulement de Guido Reybrouck.

## Palmarès
- 1967
  - Tour de Dortmund
- 1968
  - 2e et 5e étapes de la Flèche du Sud
- 1969
  - 5e étape du Tour de Belgique amateurs
  - 2e du championnat de Belgique derrière derny amateurs
  - 3e du Grand Prix du canton d'Argovie
- 1970
  - 4e étape du Tour d'Espagne
- 1971
  - 3e du Grand Prix E5

## Résultats sur les grands tours

### Tour d'Italie
1 participation
- 1970 : 82e

### Tour d'Espagne
1 participation
- 1970 : 54e, vainqueur de la 4e étape